# Passage Potier
.
Le passage Potier est une voie du 1er arrondissement de Paris, entre la rue de Montpensier à l'est et la rue de Richelieu à l'ouest. C'est un passage privé, ouvert au public, fermé tous les soirs à 19 heures et rouvert le matin à 7 heures 30. Fermé le dimanche et jours de fêtes.

## Situation et accès

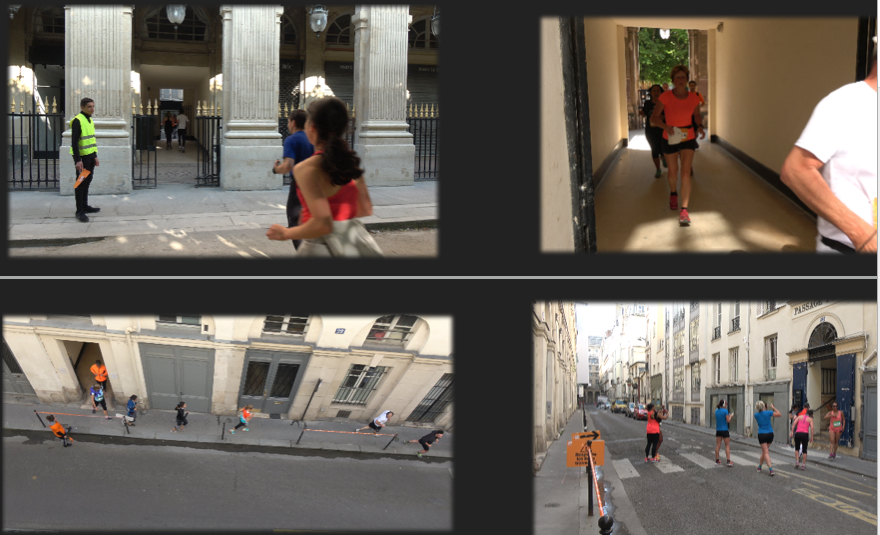
Des Jardins du Palais Royal au Passage Potier coté 23 rue Montpensier.

Le passage Potier est une voie privée du 1er arrondissement de Paris. Il débute au 23, rue de Montpensier et se termine au 26, rue de Richelieu, 16 m à l'ouest. Large de 3 m, il est perpendiculaire à ces deux voies. Il a été le premier passage à faire le lien entre la rue de Richelieu et la rue Montpensier pour donner ainsi accès aux Jardins du Palais Royal.
Celui-ci s'ouvre à ses extrémités par deux portes et traverse directement les immeubles. Le centre du passage est brièvement situé à l'air libre, entre les immeubles qui l'entourent. Le niveau du sol de la rue de Richelieu étant plus élevé que celui de la rue Montpensier, le passage se termine au niveau de celle-ci par une dizaine de marches. 
Créé en 1785, ce passage le premier qui fut ouvert, offre un accès commode vers les Jardins du Palais Royal grâce à l'entrée qui se situe en face, au niveau du 24 rue Montpensier . 
C'est Louis Philippe d'Orléans commanditaire de l'édification de galeries commerçante autour du Palais Royal qui octroya cette faveur à l'immeuble du 26 rue de Richelieu une bien maigre consolation pour ses résidents qui jusqu'alors jouissaient d'un accès direct aux jardins.
Le 26 rue de Richelieu point de départ du Passage Potier fut pendant les heures sombres de la révolution Française 1793-1804 appelé rue de la Loi 26 ou 1243 .

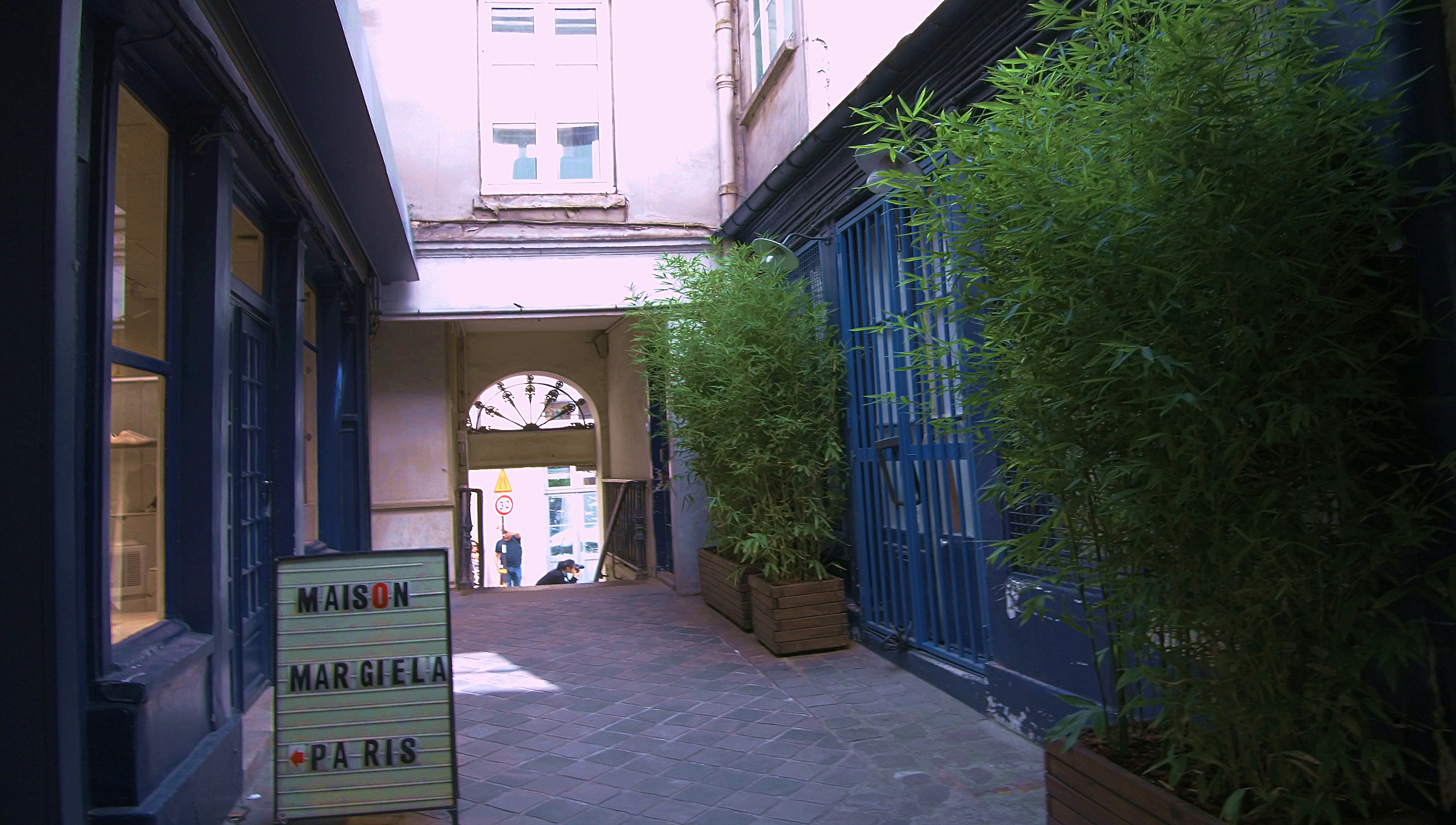
Passage Potier vers la rue vers le 23 rue Montpensier, Paris 1er

Des personnages célèbres aux XVIIIe et XIXe siècles l'ont marqué :Jean Baptiste Gaspard Bochart de Saron - l'astronome et Président du parlement de Paris, Rose Bertin - la "Ministre des modes" de Marie-Antoinette, Antoine Beauvillers - l'inventeur du 1er restaurant gastronomique ou bien le comédien Charles Gabriel Potier.

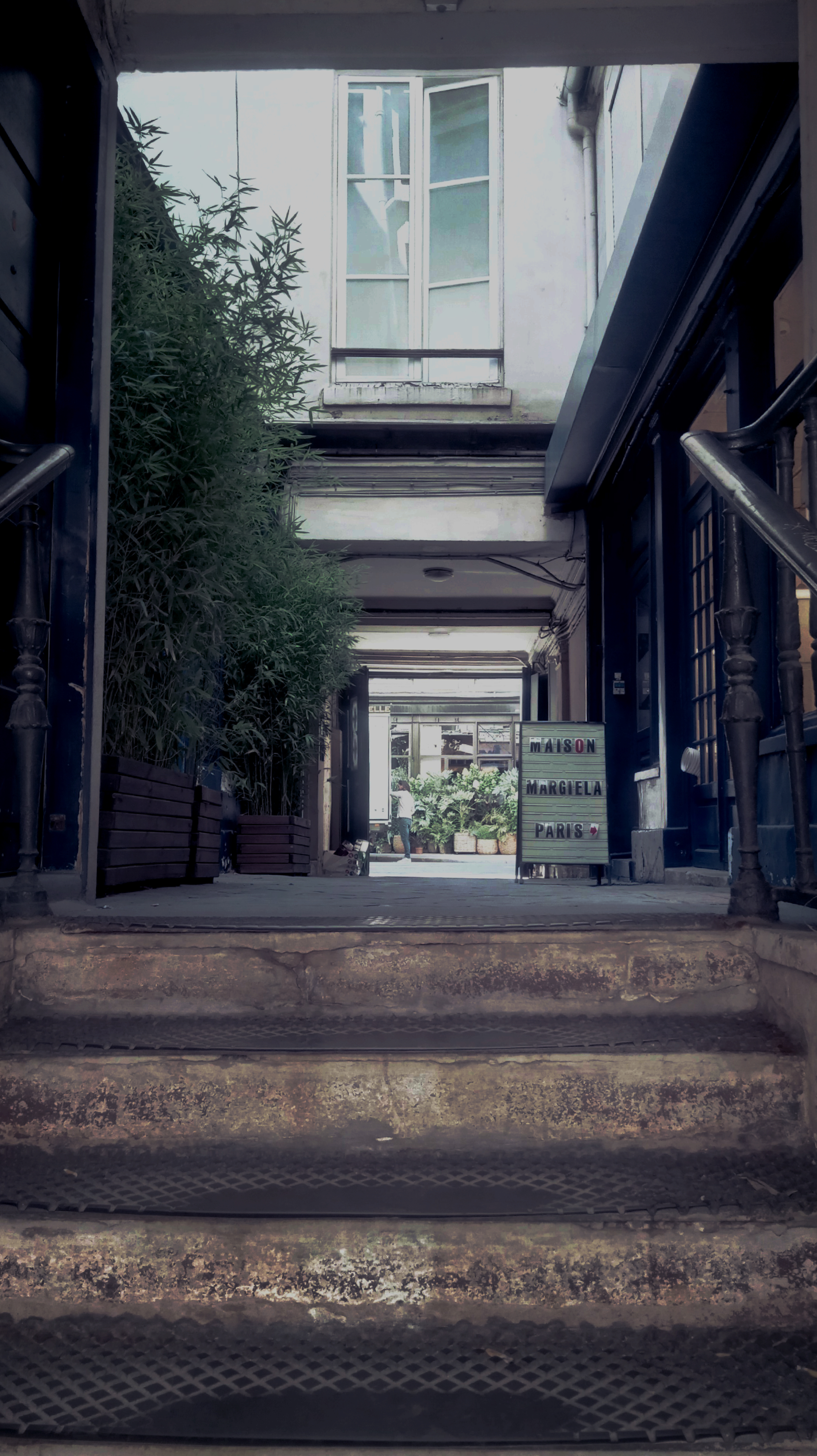
Passage Potier vu vers le 26 rue de Richelieu, Paris 1er

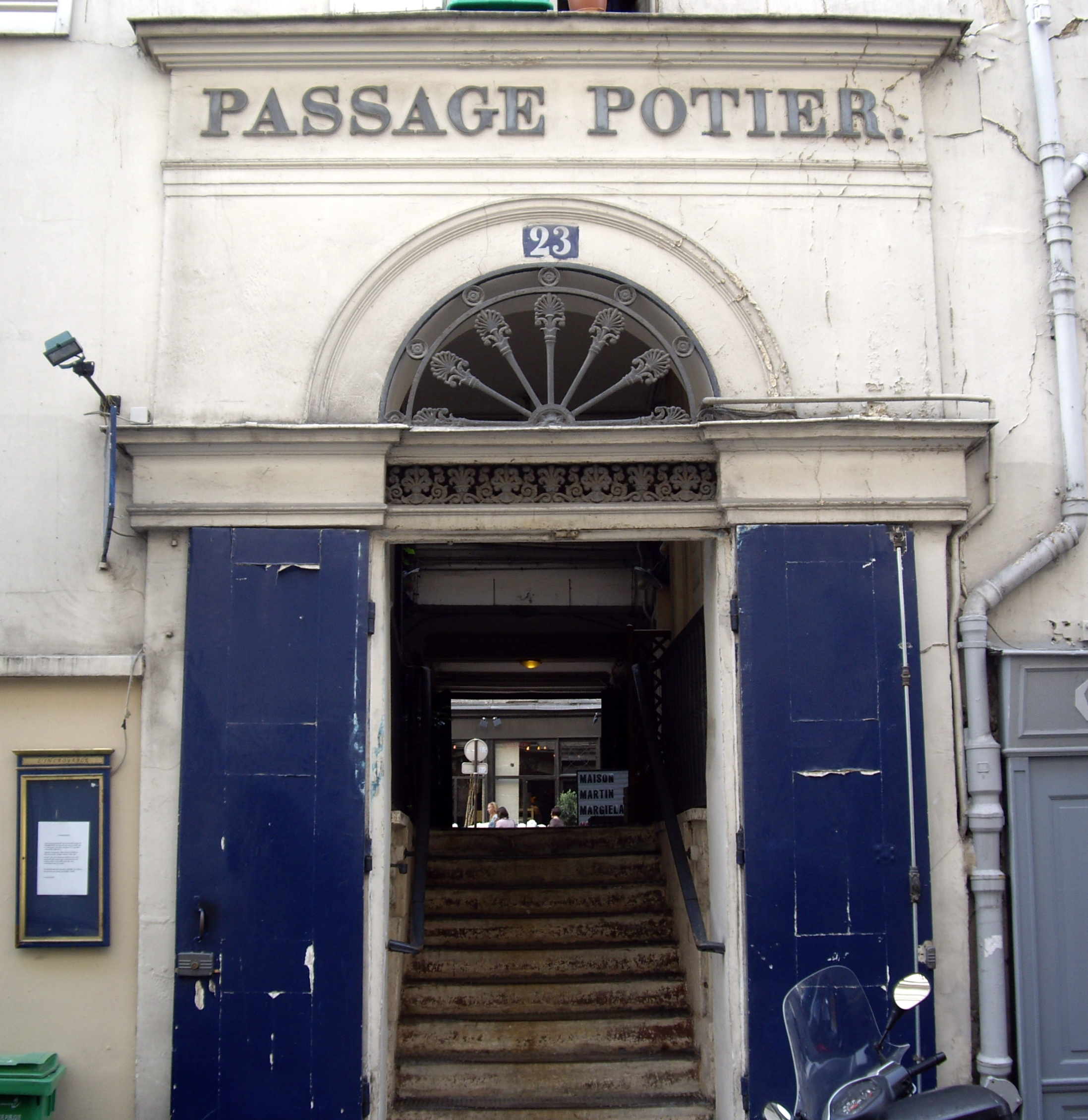
Passage Potier du 23 rue Montpensier au 26 rue de Richelieu, Paris 1er

Les stations de métro les plus proches sont Pyramides (lignes 7 et 14), 350 m à l'ouest, et Palais-Royal (lignes 1 et 7), 290 m au sud.

## Origine du nom
Charles-Gabriel Potier (1774-1838) ancien capitaine des armées devenu le plus célèbre des comédiens du début du XVIIIe siècle, se porta acquéreur de l'immeuble qui abrite le passage en 1823, selon le registre des impôts conservé aux Archives de Paris et que tel que le relate l'historien Jacques Hillairet dans son ouvrage "la rue de Richelieu". Sa femme et ses enfants le conserveront jusqu'en 1865. 
C'est ainsi que le passage qui jusqu'alors s'était appelé Beauvillers du nom du créateur du premier restaurant gastronomique de France, fut rebaptisé Potier. 
“ Potier un grand comédien dans un petit genre, une réputation méritée par un talent qui de son temps n’eut pas d'égal et dont aucun comédien n’a trouvé de secret depuis lui “ nous rapporte A.Jal dans son Dictionnaire Critique de Biographie et d’Histoire
À la mort de Charles-Gabriel Potier les comédiens se bousculèrent pour porter son cercueil au Père Lachaise où se trouve sa tombe.

## Historique
C'est en 1645 que L'immeuble érigea sa première pierre sur des terres cédées par le Cardinal de Richelieu selon un acte notarié daté du 24 avril 1789 de l'achatpar Marie-Jeanne Bertin dîte Rose Bertin de la maison qui était dans la famille maternelle de Jean-Baptiste Gaspard Bochart de Saron. En effet, son grand-père Gaspard Brayer s'en était porté acquéreur dès 1798.
Jean Baptiste Gaspard Bochart de Saron naquit probablement dans cette maison le 16 janvier 1730, l'acte de décès de son père Jean-Baptiste Bochart de Saron enregistré en la Paroisse de Saint-Denis, quinze mois après la naissance de son fils, suggère peut-être qu'il devait résider avec son épouse Marie Anne Brayer, chez les parents de celle-ci.
Cet orphelin de père, un homme aussi modeste que prolifique, nommé avocat à l'age de 18 ans, il fut non seulement un mathématicien émérite mais aussi chimiste, horloger et pardessus tout excellent astronome, c'est lui qui prouva par de savants calculs que l'astre Uranus découvert par William Herschel en 1781, n'était non point une comète comme celui-ci le pensait mais bien une planète ; il soumit ses calculs pour vérification à ses collègues. Il fabriqua un télescope qui "se trouva supérieur à tous ceux qui avaient été exécutés à Paris dans les mêmes dimensions, qu'il laissait à la disposition de M. Messier, de M. Méchain, de M. Le Gentil, ses amis et ses confrères" selon Jean-Dominique Cassini.
Il consacra avec passion sa fortune aux progrès de la Science. C'est ainsi que Laplace lui ayant soumis son ouvrage magistral sur la théorie du mouvement elliptique et du mouvement de la Terre, Bochart s'empressa de le faire généreusement imprimer à ses frais en 1784.
Élu le 2 février 1789, Président du Parlement de Paris, Jean-Baptiste Gaspard Bochart de Saron qui allait désormais résider au palais présidentiel de la Chambre des Députés, décida de se séparer de la maison qui avait appartenu à sa famille maternelle pendant 90 ans. En tant que représentant du Parlement, il fut guillotiné en 1794 avec quatorze de ses collègues.
Rose Bertin "la Ministre des Modes" de la reine Marie-Antoinette y installa ses ateliers de couture et sa boutique dans l'immeuble après s'en être portée acquéreur,,. C'était à quelques mois de la prise de la Bastille le 14 juillet 1789, cela ne découragea en rien cette créatrice à l'imagination débordante couplée à une femme d'affaires aux talents remarquables, elle continua donc à habiller plus sobrement toutefois sa royale cliente, lui restant fidèle jusqu'à la fin, brulant ses livres de compte lors de son procès afin de protéger au mieux l'épouse malheureuse de Louis XVI, s'asseyant ainsi sur les énormes sommes que celle-ci restait à lui devoir. Cela n'était peut-être qu'un donné pour un rendu, car il faut le bien reconnaître, sa bienfaitrice avait fait d'elle une femme riche, connue et reconnue par une grande partie de la noblesse européenne.
La célébrité de la modiste qui dépassait les frontières, lui permit, lors des heures sombres de la révolution française, de partir accompagnée de deux ouvrières, en quête de futures commandes par de riches aristocrates étrangères, séjournant pendant deux années à Berlin, Saint-Pétersbourg, Bruxelles ou encore Londres. Pour pallier son absence de France dès octobre 1793, elle n'eut de cesse d'alimenter les fonds de ses ateliers et sa boutique du 26 rue de Richelieu, afin de subvenir aux besoins de la trentaine de sans-culottes qui y travaillaient. De toute évidence, ce ne sont point les « cocardes nationales » qu'on y fabriquait qui auraient pu les nourrir, bien qu'il s'en fît un assez grand commerce pendant cette année 1790 et les suivantes, mais bien l'argent envoyé par Rose qui permit à tout ce petit monde de subsister. 
Ses envois en monnaie sonnante et trébuchante furent une chance pour Rose, car ils lui permirent de se faire rayer de la liste des émigrés et ainsi récupérer ces biens, grâce aux nombreux témoignages d'employés, de fournisseurs et de voisins, qui témoignèrent auprès de la police d'émigration que Marie-Jeanne Bertin dîte Rose Bertin n'avait eu de cesse d'envoyer de l'argent en France depuis l'étranger où elle séjournait pour raison de commerce Bertin, Marie Jeanne dite Rose Bertin est rayée de la liste des biens émigrés le 17 janvier 1795.
Rose Bertin possédait encore une partie de la maison du 26 rue de Richelieu jusqu'à son décès, ainsi en témoigne son acte de succession, ainsi que dans le registre des impôts fonciers.
Rose Bertin est le précurseur de grands couturiers comme Gabrielle Chanel, Christian Dior, Saint-Laurent, Pierre Cardin.
De nos jours, la mode investit toujours le passage Potier avec la boutique homme de Martin Margiela ou les ateliers de couture d'On aura tout Vu.

Garchy
"... ce nom de Garchy est dans toutes les bouches. Danseurs, promeneurs, tout Paris en voiture, se hâtent vers le glacier de la rue de la loi" (Rapsodie, quatrième trimestre) "là, c’est une vie, une activité, une foule dans la grande salle! salle nue, sans draperie, sans peintures, sans bas-relief, mais élégante et haute. De grandes glaces encastrées dans des panneaux de bois orangé, d’un beau vernis avec des chambranles bleu céleste, reflètent les galants costumes. Pendues au plafond, de belles lampes de cristal de roche versent une lumière tamisée. Autour des tables d’acajou, autour des chaises étrusques, Garchy circule « très-important est très-civil; » d’un signe, il fait servir ses biscuits aux amandes du meilleur genre, et ses « divines glaces qui jaunissent en abricot ou s’arrondissent en pêche succulentes »".
Mais tout ceci prit un tournant pour le moins tragique, ainsi que le relate Edmond de Goncourt : "Un beau soir, une dizaine d’hommes vêtus de houppelandes, coiffés de bonnets à poil, envahissent en armes les salles du glacier, disent au premier venu « Ta figure me déplaît! » tirent leurs sabres, dépouillent les femmes de leurs montres, écharpent les hommes, blessent un aide de camp d’Augereau, assomment un marquis de la Rochechouart, brisent tables, glaces, ... et volent l’argenterie. (Détail très-exacte du massacre qui a eu lieu à Paris, rue de la Loi, numéro 1243, division de la butte Desmoulins, chez le citoyen Garchy, limonadier glacier.)"
Ce fut un événement dans Paris; le général Bonaparte envoya un de ses officiers dans la soirée pour constater les faits. (Détail très exact du massacre qui a eu lieu la nuit dernière, Dans la séance de Cinq-Cents du lendemain (16 janvier), le député Béraut, du Rhône, proposa et fit adopter l'envoi d'un message au Directoire, pour l'inviter à rechercher.
À la suite de cet incident qui l'avait fortement secoué, Garchy cèdera son négoce du passage Potier (1243 rue de la Loi de 1791 à 1805), à Antoine Beauvillers.

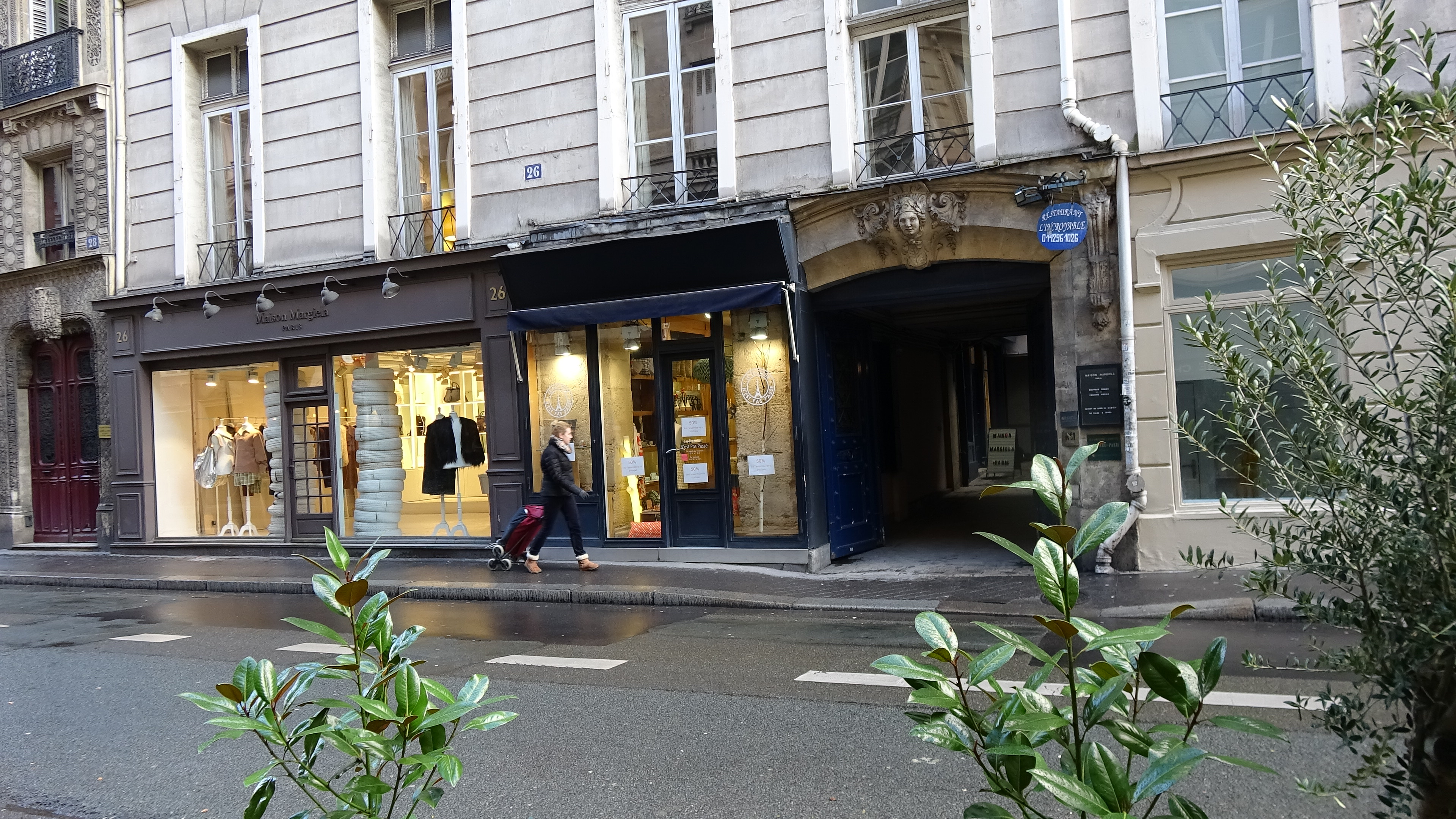
Passage Potier du 26 rue de Richelieu vers le 23 rue Montpensier, Paris 1er

Antoine Beauvillers signa avec Rose Bertin en 1798 le bail pour ouvrir un restaurant 26 rue de Richelieu. 
"Ancien officier de bouche du Comte de Provence (futur Louis XVIII) attaché aux maisons royales et actuellement restaurateur, rue de Richelieu au 26, à la Grande Taverne de Londres" c'est ainsi qu'Antoine Beauvilliers se définissait en première de couverture de son livre "l'Art de Cuisiner" Tome 1 édité en 1814,.
Ce cuisinier émérite, inventeur du soufflé et du bœuf carottes, fut à l’origine du premier restaurant gastronomique de France.
C'est en 1798 qu'il ouvrit au 26 rue de Richelieu son restaurant "La Grande Taverne de Londres". 
Jean Anthelme Brillat-Savarin dans "La Physiologie du Goût" en parle en ces termes : 
"Mais de tous ces héros de la gastronomie, nul n'a plus de droit à une notice biographique que Beauvillers...
...Le premier, il eut un salon élégant, des garçons bien mis, un caveau soigné et une cuisine supérieure...
Pendant les deux occupations de Paris, en 1814 et 1815, on voyait constamment des véhicules de toutes les nations garées rue de Richelieu; il connaissait tous les chefs des corps étrangers et avait fini par parler leurs langues...
...Son livre intitulé l'Art du Cuisinier jouit encore de toute l'estime qu'on lui accorda dans sa nouveauté, jusque là l'art n'avait point été traité avec autant d'exactitude et de méthode...
..Il avait une mémoire prodigieuse et accueillait après vingt ans qui n'avait mangé chez lui qu'une fois ou deux.
Le passage Potier s'appelait jusqu'en 1823 « passage Beauvilliers » en 1799.

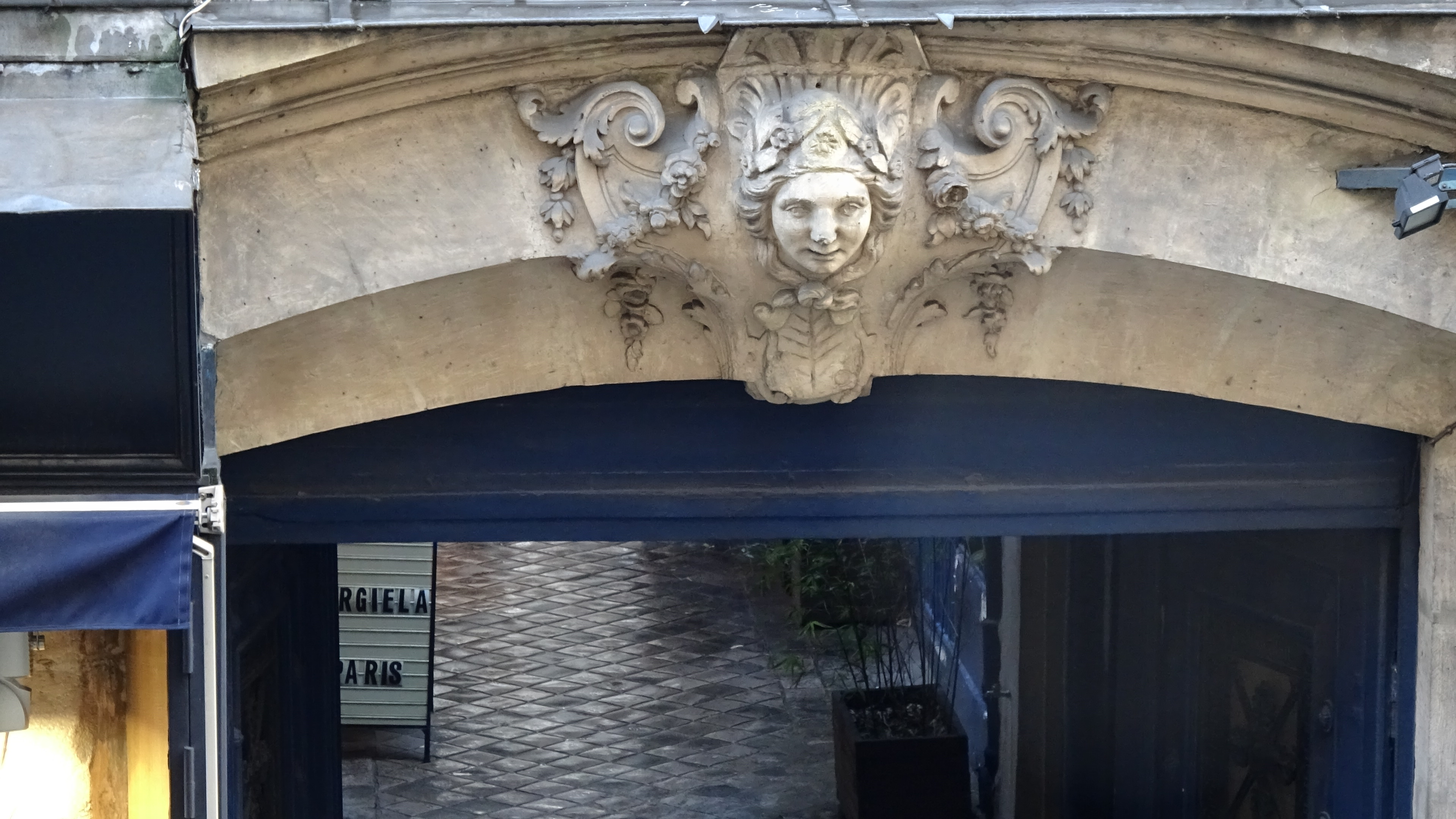
Porche 26 rue de Richelieu, tête sculptée d'Antoine Beauvillers, à l'origine du premier restaurant gastronomique de France

L'immeuble en a gardé sa trace. La tête sculptée d'Antoine Beauvillers orne le frontispice du porche du 26 rue de Richelieu.
Charles Gabriel Potier
Né à Paris en 1773 Charles Gabriel Potier est issu d’une famille aisée de noblesse d’arme et de robe.
Malgré une santé fragile, il fit ses études à l’école militaire en tant qu’orphelin de gentilhomme. Après avoir été enrôlé à l’âge de 19 ans en tant que capitaine “au siège de Maastricht sous Kléber en 1797”. Une fois rentré, il sut bien vite que l’armée n’était pas sa tasse de thé. Après de quelques courtes tergiversations, il se convainquit alors vers 1803 que le théâtre était sa véritable vocation.
À l'issue de quelques années de galère, en province comme à Paris, il vit sa réputation en tant qu’acteur prendre son essor dès 1810. 
Grand, maigre, au profil coupé au couteau, Potier avait su mettre à profit ses défauts physiques et les tourner à son avantage grâce à son grand talent. 
Ses biographes s’accorderont tous pour dire " Il a une sorte de naturel gracieux qui est le comble de l’art, il sait provoqué les larmes et ses rires sans grimacer et communiquer au public le sourire de bon goût.”
“Je me rappelle qu’un soir Potier joua trois pièces, dans la première il représentait un jeune homme ‘les conscrits’ dans la seconde, un homme fait, un sergent de troupes de ligne,  et dans la dernière un vieux militaire ‘le Centenaire’,  il nous paru véritablement parfait.
À la fin du spectacle je rencontrais sur le péristyle du théâtre, Talma le grand tragédien, l’artiste sublime me dit : qu’en dites-vous? et il ajouta : … je ne dois porter envie à personne, si je pouvais connaître la jalousie c’est de ce coquin là que je serai jaloux! … raportera ce compliment à Potier qui en fut tout ému.
“ Potier un grand comédien dans un petit genre, une réputation méritée par un talent qui de son temps n’eut pas d'égal et dont aucun comédien n’a trouvé de secret depuis lui “
À son décès les comédiens se disputèrent l’honneur de porter son cercueil au Père Lachaise.
Le passage Potier est fermé depuis le 1er octobre 2022. En effet devant les lourdes charges imposées aux copropriétaire,  la fermeture et l'ouverture du passage, les dégradations, l'usure, la sécurité, le manque de civilité, les manifestations violentes et  la proposition de 2019 de la Mairie de Paris ne désirant prendre que 25% des frais de restauration du passage Potier, tout en imposant un contrat ad vitam æternam, exigeant des entreprises validées par les architectes de France, ont fait que la fermeture s'impose afin que notre immeuble soit viable

## Bâtiments remarquables et lieux de mémoire
- Immeuble du XVIIe siècle formé de 4 corps de bâtiments avec passage privé au milieu occupé par des constructions légères.
- Sur le fronton du porche d'entrée du 26 rue de Richelieu on peut admirer la tête sculptée d'Antoine Beauvilliers.